# Joana d'Acre
Joana d'Acre (Acre, Regne de Jerusalem, abril de 1272 - Castell dels Clare, Suffolk (Anglaterra), 23 d'abril de 1307) va ser una princesa anglesa, filla d'Eduard I i d'Elionor de Castella. El nom "Acre" deriva del seu lloc de naixement a Terra Santa mentre els seus pares estaven en una croada.
Es va casar dues vegades; el seu primer marit va ser Gilbert de Clare, 7è comte de Gloucester, un dels nobles més poderosos del regne del seu pare; el seu segon marit va ser Ralph de Monthermer 1r baró de Monthermer, un escuder de la seva casa amb qui es va casar en secret.
Joana destaca sobretot per l'afirmació que suposadament s'han produït miracles a la seva tomba, i per les múltiples referències a ella en la literatura.

## Naixement i infància
Joana (o Joanna, com a vegades se l'anomena) d'Acre va néixer a la primavera de 1272 al Regne d'Acre, Outremer, ara a l'Israel modern, mentre els seus pares, Eduard I i Elionor de Castella, estaven en croada. En el moment del naixement de Joana, el seu avi, Enric III, encara era viu i, per tant, el seu pare encara no era rei d'Anglaterra. Els seus pares van marxar d'Acre poc després del seu naixement, viatjant a Sicília i Espanya abans de deixar Joana amb la mare d'Elionor, Joana de Dammartin comtessa de Ponthieu, a França. Joana va viure durant diversos anys a França, on va passar el seu temps sent educada per un bisbe i "sentant completament mimada per una àvia indulgent", casa de la seva àvia, tot i que requeria una "vigilància prudent".
Quan la Joana creixia amb la seva àvia, el seu pare tornava a Anglaterra, ja concertant matrimonis per a la seva filla. Tenia l'esperança d'aconseguir tant poder polític com més riquesa amb el matrimoni de la seva filla, per la qual cosa va dur a terme l'arranjament amb un "estil molt empresarial". Finalment va trobar un home apte per casar-se amb Joana (aleshores tenia 5 anys), Hartman, fill del rei Rodolf I d'Alemanya. Edward llavors la va portar a casa des de França per primera vegada per conèixer-lo. Com que s'havia passat tota la seva vida allunyada d'Edward i Eleanor, quan va tornar "no es va admirar cap als seus pares" i va tenir una relació força distanciada amb ells.
Malauradament per al rei Eduard, el pretendent de la seva filla va morir abans que pogués conèixer o casar-se amb Joan. La notícia informava que Hartman havia caigut a través d'un tros de gel poc profund mentre "es divertia patinat", mentre que una carta enviada al mateix rei deia que Hartman havia sortit en un vaixell per visitar el seu pare enmig d'una boira terrible i el vaixell s'havia destrossat en una roca, ofegant-se.

## Primer matrimoni
Edward va concertar un segon matrimoni gairebé immediatament després de la mort d'Hartman. Gilbert de Clare, comte de Gloucester, que era gairebé 30 anys més gran que Joana i recentment divorciat, va ser la seva primera opció. El comte va renunciar a les seves terres a Eduard quan va acceptar recuperar-les quan es va casar amb Joana, així com va acordar una dot de 2.000 marcs de plata. Quan es van acabar totes aquestes negociacions, Joana tenia 12 anys. Gilbert de Clare es va enamorar molt de Joana, i tot i que ella va haver de casar-se amb ell independentment de com se sentia, ell encara va intentar atraure-la. Li va comprar regals i roba cars per intentar guanyar-se el favor d'ella. La parella es va casar el 30 d'abril de 1290 a l'abadia de Westminster, i van tenir quatre fills junts. Van ser:
- Gilbert de Clare, 8è comte de Gloucester
- Eleanor de Clare
- Margaret de Clare
- Elizabeth de Clare

El primer marit de Joana, Gilbert de Clare, va morir el 7 de desembre de 1295.

## Segon matrimoni secret
Joana feia poc més d'un any que era vídua quan va cridar l'atenció de Ralph de Monthermer, un escuder de la casa del pare de Joana. Joana es va enamorar i va convèncer el seu pare perquè Monthermer fos cavaller. Era inaudit a la reialesa europea que una dama fins i tot converses amb un home que no havia guanyat ni adquirit importància a la llar. Tanmateix, Joana es va casar en secret amb Ralph el gener de 1297. El pare de Joana ja estava planejant un altre matrimoni de Joana amb Amadeu V de Savoia que tindria lloc el 16 de març de 1297. Com que ja estava casada, sense que el seu pare ho sabés, Joana es trobava en una situació perillosa.
Joana va enviar els seus quatre fills al seu avi, amb l'esperança que la seva dolçor guanyaria el favor d'Eduard, però el seu pla no va funcionar. El rei aviat va descobrir les intencions de la seva filla, però sense saber encara que ja s'havia compromès amb elles, es va apoderar de les terres de Joana i va continuar arreglant el seu matrimoni amb Amadeu de Savoia. Poc després de la presa de les seves terres, Joana va dir al seu pare que s'havia casat amb Ralph. El rei es va enfurir i va prendre represàlies empresonant immediatament Monthermer al castell de Bristol. La gent de la terra tenia opinions diferents sobre la situació de Joana. S'ha argumentat que els nobles que estaven més molestos eren els que volien la seva mà en el matrimoni.

Pel que fa a l'assumpte, Joana va dir:
| « | <"No es considera ignominiós, ni vergonyós, que un gran comte prengui per esposa una dona pobre i mesquina; tampoc, en canvi, no és digne de culpa, ni és massa difícil. una cosa que una comtessa ha de promoure per honrar una joventut galant."> | » |

Arribada en el moment d'un embaràs que podria haver estat evident, la declaració de Joana semblava suavitzar l'actitud d'Eduard envers la situació. El seu primer fill de Monthermer va néixer l'octubre de 1297; a l'estiu de 1297, quan el matrimoni va ser revelat al rei, la condició de Joana hauria estat evident, ajudant a convèncer Eduard que no tenia més remei que reconèixer el segon matrimoni de la seva filla. Eduard I finalment va cedir, pel bé de la seva filla, i va alliberar Monthermer de la presó l'agost de 1297. Monthermer va retre homenatge el 2 d'agost, se li van concedir els títols de comte de Gloucester i comte de Hertford, i es va aixecar a favor del rei durant la vida de Joana.
Monthermer i Joana van tenir quatre fills:
- Mary de Monthermer, nascuda l'octubre de 1297. El 1306 el seu avi, el rei Eduard I, va acordar que es casés amb Duncan Macduff, 8è comte de Fife.
- Joana de Monthermer, nascut el 1299, es va convertir en monja a Amesbury.
- Thomas de Monthermer, segon baró Monthermer, nascut el 1301.
- Edward de Monthermer, nascut el 1304 i mort el 1339.

## Relació amb la família
Joana d'Acre va ser la setena dels catorze fills d'Eduard I i Elionor. La majoria dels seus germans grans van morir abans dels set anys, i molts dels seus germans petits van morir abans de l'edat adulta. Els que van sobreviure fins a l'edat adulta van ser Joana, el seu germà petit, Eduard de Caernarfon (després Eduard II), i quatre de les seves germanes: Eleanor, Margaret, Mary i Elizabeth.
Tan Joana, com els seus germans, es va criar fora de la llar dels seus pares. Va viure amb la seva àvia a Ponthieu durant quatre anys, i després va ser confiada als mateixos cuidadors que tenien cura dels seus germans. Eduard I no va tenir una relació estreta amb la majoria dels seus fills mentre creixien, però "semblava més estimat per les seves filles que els seus fills".
Tanmateix, la naturalesa independent de Joana d'Acre va provocar nombrosos conflictes amb el seu pare. El seu pare va desaprovar que abandonés la cort després del seu matrimoni amb el comte de Gloucester, i al seu torn "va agafar set túnices que li havien fet". També va desaprovar fortament el seu segon matrimoni amb Ralph de Monthermer, un escuder de la seva casa, fins al punt d'intentar obligar-la a casar-se amb una altra persona. Mentre que Eduard finalment va desenvolupar una relació cordial amb Monthermer, fins i tot li va concedir dos comtats, sembla que hi havia una diferència notable en el tracte que Eduard va fer a Joana en comparació amb el tractament de la resta dels seus germans. Per exemple, el seu pare pagava substancialment als missatgers quan portaven notícies del naixement dels néts, però no ho va fer quan naixia la filla de Joana.
Joana va mantenir un vincle força estret amb els seus germans. Tant ella com Monthermer van mantenir una estreta relació amb el seu germà, Eduard, que es va mantenir a través de cartes. Després que Eduard es va allunyar del seu pare i va perdre el seu segell reial, "Joana es va oferir a prestar-li el seu segell".

## Mort
Joana va morir el 23 d'abril de 1307, a la mansió de Clare a Suffolk. La causa de la seva mort encara no està clara, tot i que una teoria popular és que va morir durant el part, una causa comuna de mort en aquell moment. Mentre que l'edat de Joana el 1307 (uns 35 anys) i la cronologia dels seus embarassos anteriors amb Ralph de Monthermer suggereixen que aquest podria ser el cas, els historiadors no han confirmat la causa de la seva mort.
Menys de quatre mesos després de la seva mort, el pare de Joana va morir. El vidu de Joana, Ralph de Monthermer, va perdre el títol de comte de Gloucester poc després de la mort de la seva dona i el seu sogre. El comtat de Gloucester va ser donat al fill de Joana del seu primer matrimoni, Gilbert, que n'era el titular legítim. Monthermer va continuar mantenint un comte nominal a Escòcia, que li havia estat conferit per Eduard I, fins a la seva mort.
El lloc de sepultura de Joana ha estat motiu de cert interès i debat. Està enterrada al priorat agustí de Clare, que havia estat fundat pels avantpassats del seu primer marit i on també van ser enterrats molts d'ells. Suposadament, l'any 1357, la filla de Joana, Elizabeth De Burgh, va afirmar haver "inspeccionat el cos de la seva mare i va trobar que el cadàver estava intacte", que als ulls de l'Església Catòlica Romana és un indici de santedat. Aquesta afirmació només es va registrar en una crònica del segle xv, però, i els seus detalls són incerts, especialment l'afirmació que el seu cadàver estava en tal estat de conservació que "quan els seus papes [pits] es van pressionar amb les mans, es van aixecar de nou." Algunes fonts afirmen, a més, que a la tomba de Joana es van produir miracles, però mai no s'ha presentat cap causa per a la seva beatificació o canonització.

## Joana a la ficció
Joana d'Acre fa una aparició al romanç històric de Virginia Henley Infamous. Al llibre, Joana, coneguda com a Joanna, és descrita com una jove princesa promiscua, vanitosa, superficial i malmesa. A la novel·la només se li dona una filla, quan històricament va tenir vuit fills. No hi ha proves que recolzin aquesta imatge de Joan.
A The Love Knot de Vanessa Alexander, Joana d'Acre és un personatge important. L'autor retrata una visió de la princesa completament diferent a la de la novel·la de Henley. The Love Knot explica la història de l'amor entre Ralph de Monthermer i Joana d'Acre a través del descobriment d'una sèrie de cartes que els dos s'havien escrit entre ells.
Entre historiadors i novel·listes, Joana ha aparegut en diversos textos com una dona independent i enèrgica o bé com una mocosa mimada. A Lives of the Princesses of England de Mary Anne Everett Green, Joana és retratada com una "princesa vertiginosa" i una mare negligent. Molts han acceptat aquesta caracterització; tanmateix, alguns autors pensen que hi ha poques evidències per donar suport a la suposició que Joana d'Acre era una mare negligent o indiferent.

## Ascendència[35]
|  |                                                 |  |  |  |  |  |  |  |  |  |  |  |  |  |  |  |
|  | 16. Enric II d'Anglaterra                       |  |  |  |  |  |  |  |  |  |  |  |  |  |  |  |
|  |                                                 |  |  |  |  |  |  |  |  |  |  |  |  |  |  |  |
|  |                                                 |  |  |  |  |  |  |  |  |  |  |  |  |  |  |  |
|  | 8. Joan d'Anglaterra (germà de 27)              |  |  |  |  |  |  |  |  |  |  |  |  |  |  |  |
|  |                                                 |  |  |  |  |  |  |  |  |  |  |  |  |  |  |  |
|  |                                                 |  |  |  |  |  |  |  |  |  |  |  |  |  |  |  |
|  | 17. Elionor d'Aquitània                         |  |  |  |  |  |  |  |  |  |  |  |  |  |  |  |
|  |                                                 |  |  |  |  |  |  |  |  |  |  |  |  |  |  |  |
|  |                                                 |  |  |  |  |  |  |  |  |  |  |  |  |  |  |  |
|  | 4. Enric III d'Anglaterra                       |  |  |  |  |  |  |  |  |  |  |  |  |  |  |  |
|  |                                                 |  |  |  |  |  |  |  |  |  |  |  |  |  |  |  |
|  |                                                 |  |  |  |  |  |  |  |  |  |  |  |  |  |  |  |
|  | 18. Aimar Tallaferro                            |  |  |  |  |  |  |  |  |  |  |  |  |  |  |  |
|  |                                                 |  |  |  |  |  |  |  |  |  |  |  |  |  |  |  |
|  |                                                 |  |  |  |  |  |  |  |  |  |  |  |  |  |  |  |
|  | 9. Isabel d'Angulema                            |  |  |  |  |  |  |  |  |  |  |  |  |  |  |  |
|  |                                                 |  |  |  |  |  |  |  |  |  |  |  |  |  |  |  |
|  |                                                 |  |  |  |  |  |  |  |  |  |  |  |  |  |  |  |
|  | 19. Alícia de Courtenay                         |  |  |  |  |  |  |  |  |  |  |  |  |  |  |  |
|  |                                                 |  |  |  |  |  |  |  |  |  |  |  |  |  |  |  |
|  |                                                 |  |  |  |  |  |  |  |  |  |  |  |  |  |  |  |
|  | 2. Eduard I d'Anglaterra                        |  |  |  |  |  |  |  |  |  |  |  |  |  |  |  |
|  |                                                 |  |  |  |  |  |  |  |  |  |  |  |  |  |  |  |
|  |                                                 |  |  |  |  |  |  |  |  |  |  |  |  |  |  |  |
|  | 20. Alfons II de Provença                       |  |  |  |  |  |  |  |  |  |  |  |  |  |  |  |
|  |                                                 |  |  |  |  |  |  |  |  |  |  |  |  |  |  |  |
|  |                                                 |  |  |  |  |  |  |  |  |  |  |  |  |  |  |  |
|  | 10. Ramon Berenguer V de Provença               |  |  |  |  |  |  |  |  |  |  |  |  |  |  |  |
|  |                                                 |  |  |  |  |  |  |  |  |  |  |  |  |  |  |  |
|  |                                                 |  |  |  |  |  |  |  |  |  |  |  |  |  |  |  |
|  | 21. Garsenda de Forcalquier                     |  |  |  |  |  |  |  |  |  |  |  |  |  |  |  |
|  |                                                 |  |  |  |  |  |  |  |  |  |  |  |  |  |  |  |
|  |                                                 |  |  |  |  |  |  |  |  |  |  |  |  |  |  |  |
|  | 5. Elionor de Provença                          |  |  |  |  |  |  |  |  |  |  |  |  |  |  |  |
|  |                                                 |  |  |  |  |  |  |  |  |  |  |  |  |  |  |  |
|  |                                                 |  |  |  |  |  |  |  |  |  |  |  |  |  |  |  |
|  | 22. Garsenda de Forcalquier                     |  |  |  |  |  |  |  |  |  |  |  |  |  |  |  |
|  |                                                 |  |  |  |  |  |  |  |  |  |  |  |  |  |  |  |
|  |                                                 |  |  |  |  |  |  |  |  |  |  |  |  |  |  |  |
|  | 11. Beatriu de Savoia                           |  |  |  |  |  |  |  |  |  |  |  |  |  |  |  |
|  |                                                 |  |  |  |  |  |  |  |  |  |  |  |  |  |  |  |
|  |                                                 |  |  |  |  |  |  |  |  |  |  |  |  |  |  |  |
|  | 23. Margarida de Ginebra                        |  |  |  |  |  |  |  |  |  |  |  |  |  |  |  |
|  |                                                 |  |  |  |  |  |  |  |  |  |  |  |  |  |  |  |
|  |                                                 |  |  |  |  |  |  |  |  |  |  |  |  |  |  |  |
|  | 1. Joana of Acre                                |  |  |  |  |  |  |  |  |  |  |  |  |  |  |  |
|  |                                                 |  |  |  |  |  |  |  |  |  |  |  |  |  |  |  |
|  |                                                 |  |  |  |  |  |  |  |  |  |  |  |  |  |  |  |
|  | 24. Ferran II de Lleó                           |  |  |  |  |  |  |  |  |  |  |  |  |  |  |  |
|  |                                                 |  |  |  |  |  |  |  |  |  |  |  |  |  |  |  |
|  |                                                 |  |  |  |  |  |  |  |  |  |  |  |  |  |  |  |
|  | 12. Alfons IX de Lleó                           |  |  |  |  |  |  |  |  |  |  |  |  |  |  |  |
|  |                                                 |  |  |  |  |  |  |  |  |  |  |  |  |  |  |  |
|  |                                                 |  |  |  |  |  |  |  |  |  |  |  |  |  |  |  |
|  | 25. Urraca de Portugal                          |  |  |  |  |  |  |  |  |  |  |  |  |  |  |  |
|  |                                                 |  |  |  |  |  |  |  |  |  |  |  |  |  |  |  |
|  |                                                 |  |  |  |  |  |  |  |  |  |  |  |  |  |  |  |
|  | 6. Ferran III de Castella                       |  |  |  |  |  |  |  |  |  |  |  |  |  |  |  |
|  |                                                 |  |  |  |  |  |  |  |  |  |  |  |  |  |  |  |
|  |                                                 |  |  |  |  |  |  |  |  |  |  |  |  |  |  |  |
|  | 26. Alfons VIII de Castella                     |  |  |  |  |  |  |  |  |  |  |  |  |  |  |  |
|  |                                                 |  |  |  |  |  |  |  |  |  |  |  |  |  |  |  |
|  |                                                 |  |  |  |  |  |  |  |  |  |  |  |  |  |  |  |
|  | 13. Berenguera de Castella                      |  |  |  |  |  |  |  |  |  |  |  |  |  |  |  |
|  |                                                 |  |  |  |  |  |  |  |  |  |  |  |  |  |  |  |
|  |                                                 |  |  |  |  |  |  |  |  |  |  |  |  |  |  |  |
|  | 27. Elionor d'Anglaterra (germana de 8)         |  |  |  |  |  |  |  |  |  |  |  |  |  |  |  |
|  |                                                 |  |  |  |  |  |  |  |  |  |  |  |  |  |  |  |
|  |                                                 |  |  |  |  |  |  |  |  |  |  |  |  |  |  |  |
|  | 3. Elionor de Castella                          |  |  |  |  |  |  |  |  |  |  |  |  |  |  |  |
|  |                                                 |  |  |  |  |  |  |  |  |  |  |  |  |  |  |  |
|  |                                                 |  |  |  |  |  |  |  |  |  |  |  |  |  |  |  |
|  | 28. Alberic III, Comte de Dammartin             |  |  |  |  |  |  |  |  |  |  |  |  |  |  |  |
|  |                                                 |  |  |  |  |  |  |  |  |  |  |  |  |  |  |  |
|  |                                                 |  |  |  |  |  |  |  |  |  |  |  |  |  |  |  |
|  | 14. Simó de Dammartin                           |  |  |  |  |  |  |  |  |  |  |  |  |  |  |  |
|  |                                                 |  |  |  |  |  |  |  |  |  |  |  |  |  |  |  |
|  |                                                 |  |  |  |  |  |  |  |  |  |  |  |  |  |  |  |
|  | 29. Mathilde of Clermont, comtessa de Dammartin |  |  |  |  |  |  |  |  |  |  |  |  |  |  |  |
|  |                                                 |  |  |  |  |  |  |  |  |  |  |  |  |  |  |  |
|  |                                                 |  |  |  |  |  |  |  |  |  |  |  |  |  |  |  |
|  | 7. Joana de Dammartin                           |  |  |  |  |  |  |  |  |  |  |  |  |  |  |  |
|  |                                                 |  |  |  |  |  |  |  |  |  |  |  |  |  |  |  |
|  |                                                 |  |  |  |  |  |  |  |  |  |  |  |  |  |  |  |
|  | 30. William IV, Comte de Ponthieu               |  |  |  |  |  |  |  |  |  |  |  |  |  |  |  |
|  |                                                 |  |  |  |  |  |  |  |  |  |  |  |  |  |  |  |
|  |                                                 |  |  |  |  |  |  |  |  |  |  |  |  |  |  |  |
|  | 15. Maria de Ponthieu                           |  |  |  |  |  |  |  |  |  |  |  |  |  |  |  |
|  |                                                 |  |  |  |  |  |  |  |  |  |  |  |  |  |  |  |
|  |                                                 |  |  |  |  |  |  |  |  |  |  |  |  |  |  |  |
|  | 31. Adela (comtessa de Vexin)                   |  |  |  |  |  |  |  |  |  |  |  |  |  |  |  |
|  |                                                 |  |  |  |  |  |  |  |  |  |  |  |  |  |  |  |
|  |                                                 |  |  |  |  |  |  |  |  |  |  |  |  |  |  |  |